# 피어리스화장품
피어리스(Peeres)는 1957년에 설립된 화장품 제조사였다. 그러나 1997년 외환위기 당시 부도가 나서 현재 이 브랜드명은 사실상 거의 쓰이지 않고 창업주 고 조중민회장의 아들 조윤호가 2004년에 런칭한 브랜드인 스킨푸드로 명맥을 이어 가고 있다. 현재의 법인명은 스킨푸드아이피어리스이다.

## 같이 보기
- 스킨푸드